# 路易斯·韋恩

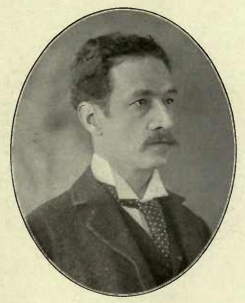
《The Book of the Cat》之路易斯·韋恩像

路易斯·威廉·韋恩（英語：Louis William Wain，1860年8月5日—1939年7月4日），英國畫家，以畫擬人化的貓著名，晚年深受精神疾病困擾，作品畫風丕變，成為心理學課本的插圖。

## 生平

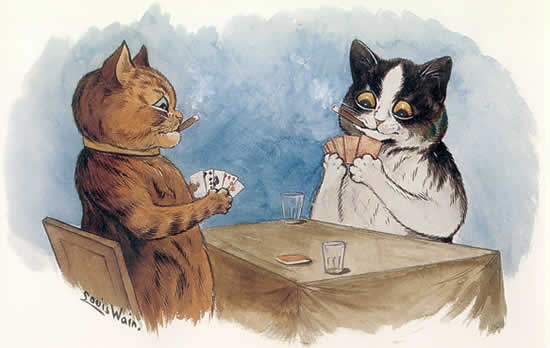
玩撲克牌的貓

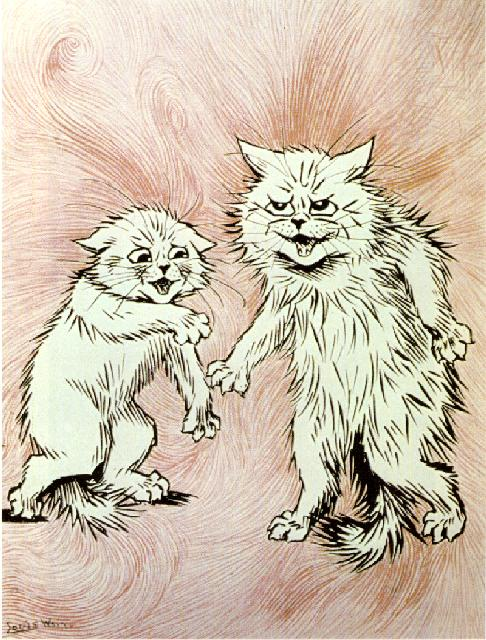
他思覺失調後的作品

韋恩為家中長子，生有兔脣，醫生建議父母十歲前不讓韋恩上學。他少年時常逃學，在街道流浪。後來進入西倫敦藝術學校就讀，畢業後成為自由畫家。最初畫作大多數是描繪田園景色。
23歲時，娶了妹妹的家庭教師愛蜜莉·理察森為妻。愛蜜莉大韋恩十歲，在當時社會這婚事很惹人非議。新婚不久，愛蜜莉便患上癌症，三年後，愛蜜莉不治，韋恩終生沒再婚。1886年，他在《倫敦新聞畫報》的聖誕版發表《小貓的聖誕派對》。這是他第一幅擬人化的作品，圖中有過百隻小貓，或在玩球，或在嬉戲，或在聊天。許多明信片、賀卡、兒童畫集都是他的手筆。他也參加了許多愛護動物團體。
晚年患上思覺失調症，脾氣變得十分暴躁。當時和他一起居住的四位姊妹最終受不了其行為，於1924年將他送到斯普林菲爾德大學醫院。一年後，他的病情被公眾知道，許多名人如科幻小說之父赫伯特·喬治·威爾斯和時任首相斯坦利·鮑德溫皆紛紛伸出援手。後韋恩被轉到貝特萊姆皇家醫院，1930年，又轉到納普斯伯裡醫院，在這度過人生最後的15年。

## 外部連結
- Original Louis Wain artwork （页面存档备份，存于）
- Louis Wain's Kitten Book （页面存档备份，存于）
- YouTube上的Two Men & Eights Cats: Talk on Kaleidoscopic Cats
- Other pictures （页面存档备份，存于）
- Article on Wain's postcards on Collector Cafe
- Cats Painted in the Progression of Psychosis of Louis Wain （页面存档备份，存于）
- Dark Art: Wain gallery
- Louis Wain的作品  - 古騰堡計劃
- Louis Wain  - 古滕堡分布式校对（加拿大）
- 在Find a Grave上的路易斯·韋恩
- 互联网档案馆中路易斯·韋恩的作品或与之相关的作品